# 返祖现象

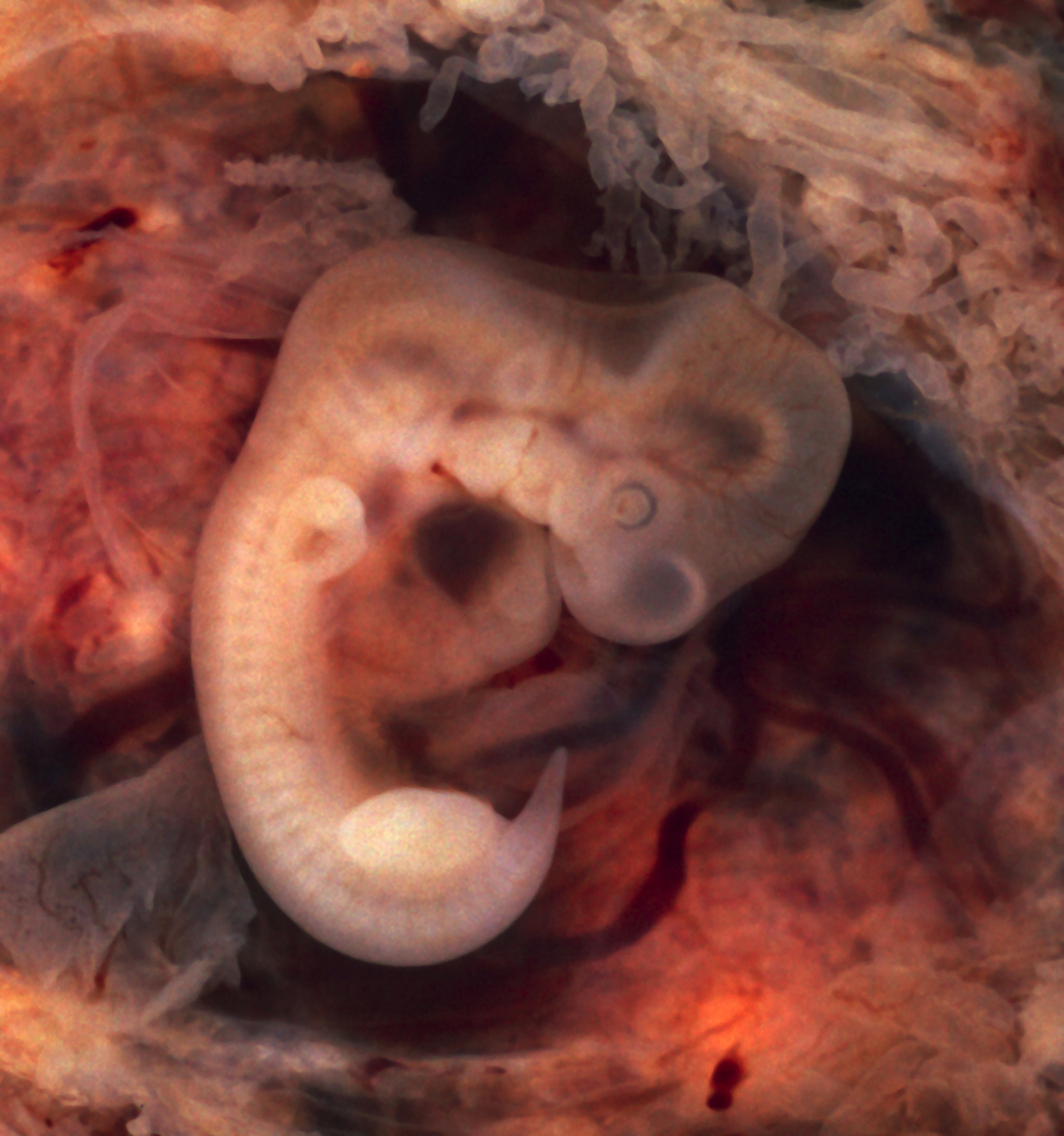
不同物種的早期胚胎會表現出一些祖先的特征，比如圖中人類胎兒上的尾巴。這些特征通常在後期發育中消失，但如果該動物發生返祖現象，它可能就不會消失。

返祖现象（atavism）是指个别生物体出现了其祖先所具有的性状的现象。返祖现象在很多物种中都有发生，如双翅目昆虫的后翅已经退化为平衡槌，但偶尔会出现有两对翅膀的个体。人类的痕跡器官或其他部位也有返祖现象，常见的有先天性遗传多毛症、有尾返祖畸形、副乳等等。遗传学家認為这些现象大多是由基因变异引起的，一般属于常染色体隐性遗传，因此大多数具有返祖现象的人都生出了正常的后代，不过也有个别例外。
返祖现象被认为是演化的证据之一。现代遗传学对返祖现象的解释主要有两种，一是决定某个性状的多个基因原本已经分开，通过杂交或其他原因又重组在一起；二是决定这种性状的基因在演化过程中已经被阻遏蛋白所屏蔽，但阻遏蛋白因故脱落，被屏蔽的基因恢复了活性，于是又表现出了祖先的性状。
在社会科学裡，返祖现象指一种文化趋势，例如：现代人恢复以前的行为和思维方式。

## 生物学
表型上已经消失的特点在进化上并不是必然从一个有机体的DNA上消失。其基因序列经常保留下来，但是会失活。这一个无用的基因可能世世代代保留在基因组内。而抑制这个基因的基因调控的某个缺陷可以导致它再次被表达。有时，休眠基因可被人工刺激而诱导表达。
在人类中也观察到这个现象。婴儿出生时带着一条残留的尾巴，叫做“尾骨的变化过程”、“尾骨的映射”和“尾部附肢”。返祖现象也可以从那些具有像其他灵长类动物一样的大牙的人中得到证实。此外，医学文献中还报道了“蛇心”的案例，出现“（类似于）爬行动物的冠脉循环和心肌结构”。